# Aldea Blanca (Santa Cruz de Tenerife)
Aldea Blanca es uno de los barrios de población que conforman el municipio de San Miguel de Abona, en la isla de Tenerife —Canarias, España—.

## Características
Se encuentra situado a aproximadamente siete kilómetros del casco urbano de San Miguel y a una altitud media de unos 230 m s. n. m.
El barrio cuenta con el Colegio de Educación Infantil y Primaria Aldea Blanca, el Colegio Luther King de Aldea Blanca, el C.E.R. San Miguel-Vilaflor, el centro ocupacional Amisur de San Miguel, un centro cultural, con la ermita del Inmaculado Corazón de María, un tanatorio municipal, una gasolinera, varias plazas públicas y parques infantiles, así como con otros pequeños comercios. También posee un campo de fútbol, un polideportivo, un terrero de lucha canaria y un circuito de moto-cross.

## Historia
La ermita de Aldea Blanca se construye en 1964 gracias a la donación de un solar por parte de Eugenio Delgado Rodríguez. La ermita es elevada al rango de parroquia en 1966 por el obispo fray Albino González y Menéndez-Reigada.

## Demografía
| Año        | 2000 | 2001 | 2002 | 2003 | 2004 | 2005 | 2006 | 2007 | 2008  | 2009  | 2010  | 2011  | 2012  | 2013 |
| ---------- | ---- | ---- | ---- | ---- | ---- | ---- | ---- | ---- | ----- | ----- | ----- | ----- | ----- | ---- |
| Habitantes | 664  | 721  | 767  | 841  | 795  | 848  | 885  | 977  | 1.073 | 1.048 | 1.089 | 1.091 | 1.046 | 999  |

## Fiestas
En el barrio se celebran fiestas patronales en honor al Inmaculado Corazón de María en el mes de agosto, desarrollándose actos religiosos y populares. Destaca el Festival Folclórico Berto Melo que se viene celebrando desde 2004.

## Comunicaciones

### Transporte público
En autobús —guagua— queda el municipio conectado mediante la siguiente línea de TITSA:
| Línea | Trayecto               | Recorrido     |
| ----- | ---------------------- | ------------- |
| 484   | Granadilla - El Fraile | Horario/Línea |

## Lugares de interés
- Parque de atracciones Castillo de San Miguel